# Inazuma Eleven Go (anime)
Inazuma Eleven Go (jap. イナズマイレブンＧＯ Inazuma irebun) – anime oparte na mandze Inazuma Eleven Go autorstwa Tenya Yabuno, kontynuacja serii Inazuma Eleven. W Polsce emitowany na stacji Polsat Games., TVP ABC oraz na ALFA TVP.

## Wersja polska
Opracowanie wersji polskiej: 
- Filip Binarski (1-5, 11-14, 21-28, 45-49)
- Jakub Kwiatkowski (6-10, 19-20, 29-35)
- Agnieszka Stelmaszyńska (15-18)
- Marcin Leśniewski (36-44)

Lektor: Aleksander Pawlikowski

## Lista odcinków
| N/o | #  | Tytuł | Premiera w Japonii   | Premiera w Polsce |
| --- | -- | --- | -------------------- | ----------------- |
| 1   | 1  | Powiew świeżości w gimnazjum Raimon Raimon ni fuku atarashī kaze! (雷門に吹く新しい風！)                           | 4 maja 2011          | 3 czerwca 2019    |
| 2   | 2  | Tajemnicze duchy walki Kore ga Keshin da! (これが化身(けしん)だ!)                                                  | 11 maja 2011         | 4 czerwca 2019    |
| 3   | 3  | Upadek drużyny Raimon Hōkai! Raimon Sakkā-bu!! (崩壊! 雷門サッカー部!!)                                            | 18 maja 2011         | 5 czerwca 2019    |
| 4   | 4  | Egzamin Ariona Tenma no Nyūbu Tesuto!/ Can Arion Make the Grade? (天馬の入部テスト!)                               | 25 maja 2011         | 6 czerwca 2019    |
| 5   | 5  | Ustawiana gra Shikumareta Shiai (界王星の決戦! 悟空VS破壊神ビルス)                                                 | 1 czerwca 2011       | 7 czerwca 2019    |
| 6   | 6  | Ostatnie podanie, ostatnia nadzieja Rasuto Pasu ni Kometa Omoi (ラストパスにこめた思い)                            | 8 czerwca 2011       | 10 czerwca 2019   |
| 7   | 7  | Trener Evans Endō Kantoku Tōjō!! (円堂(えんどう)監督登場!!)                                                        | 15 czerwca 2011      | 11 czerwca 2019   |
| 8   | 8  | Kwalifikacje Kapitana Kyaputen no Shikaku (キャプテンの資格)                                                       | 22 czerwca 2011      | 12 czerwca 2019   |
| 9   | 9  | Początek turnieju Świętego Szlaku Tsui ni Kaimaku! Hōrī Rōdo!! (ついに開幕! ホーリーロード!!)                      | 29 czerwca 2011      | 13 czerwca 2019   |
| 10  | 10 | Bunt, w imię wygranej! Shōri e no Hanran! (勝利への反乱!)                                                          | 6 lipca 2011         | 14 czerwca 2019   |
| 11  | 11 | Tajemnica Wiktora Tsurugi no Himitsu (剣城の秘密)                                                                  | 13 lipca 2011        | 17 czerwca 2019   |
| 12  | 12 | Waleczni mnisi i ich duchy walki Keshin no Kyōi! Mannō-zaka-chū!! (化身の驚異! 万能坂中!)                          | 20 lipca 2011        | 18 czerwca 2019   |
| 13  | 13 | Raimon powstaje z popiołów Raimon no Kakusei!? (雷門の覚醒!?)                                                      | 27 lipca 2011        | 19 czerwca 2019   |
| 14  | 14 | Specjalny trik Shinsuke no Hissatsu-waza! (信助の必殺技!)                                                          | 3 sierpnia 2011      | 20 czerwca 2019   |
| 15  | 15 | Spotkanie z Judem Sharpem Kidō Yūto to no Saikai (鬼道有人との再会)                                                | 10 sierpnia 2011     | 21 czerwca 2019   |
| 16  | 16 | Straszna Królewska Akademia Senritsu! Teikoku Gakuen!! (戦慄!帝国学園!!)                                           | 17 sierpnia 2011     | 24 czerwca 2019   |
| 17  | 17 | Naprzód błyskawico! Sakuretsu! Arutimetto Sandā!! (炸裂!アルティメットサンダー!!)                                  | 24 sierpnia 2011     | 25 czerwca 2019   |
| 18  | 18 | Wiatr przemian Kaze o Okose! (革命を起こせ!)                                                                       | 31 sierpnia 2011     | 26 czerwca 2019   |
| 19  | 19 | Groźne kły Królów Mórz Arekuruu Kaiō no Kiba! (荒れ狂う海王の牙!)                                                  | 7 września 2011      | 27 czerwca 2019   |
| 20  | 20 | Duch walki Ariona Habatake! Tenma no Keshin!! (羽ばたけ!天馬の化身!!)                                              | 14 września 2011     | 28 czerwca 2019   |
| 21  | 21 | Old-timerzy Akizora no Chōsen-sha! (秋空の挑戦者!)                                                                 | 21 września 2011     | 1 lipca 2019      |
| 22  | 22 | Pod sztandarem na rewolucji Tsudoe! Kakumei no Hata ni! (集え!革命の旗に!)                                         | 28 września 2011     | 2 lipca 2019      |
| 23  | 23 | Straszliwy aerodrom Kyōfu no Saikuron Sutajiamu! (恐怖のサイクロンスタジアム！)                                    | 10 października 2011 | 3 lipca 2019      |
| 24  | 24 | Powrót prawdziwej piłki Yomigaere! Ore-tachi no Sakkā (甦れ!俺たちのサッカー)                                      | 19 października 2011 | 4 lipca 2019      |
| 25  | 25 | Wielki powrót Aitsu ga Kaettekuru! (あいつが帰ってくる!)                                                           | 26 października 2011 | 5 lipca 2019      |
| 26  | 26 | Walka z Demonem Zimy Tachihadakaru Shiroi Akuma (立ちはだかる白い悪魔)                                             | 2 listopada 2011     | 8 lipca 2019      |
| 27  | 27 | Raimon walczą na lodzie Hyōjō no Kakutō! VS Hakuren-chū!! (氷上の格闘！ＶＳ白恋中！！)                             | 9 listopada 2011     | 9 lipca 2019      |
| 28  | 28 | Trener Sharp przejmuje stery Kantoku Kidō no Fuan (監督 鬼道 の 不安)                                              | 16 listopada 2011    | 10 lipca 2019     |
| 29  | 29 | Ponowna konfrontacja! Syukumei no Taiketsu! Kidokawa Seishū!! (宿命の対決！木戸川清修！！)                         | 23 listopada 2011    | 11 lipca 2019     |
| 30  | 30 | Love kontra Sharp! Taktyczna konfrontacja! Karei naru Senjutsu! Kidō vs Afurodi (華麗なる戦術! 鬼道 vs アフロディ) | 30 listopada 2011    | 12 lipca 2019     |
| 31  | 31 | Dzielny Samuraj Musashi Keshin! Sengoku Bushin Musashi kenzan! (化身！戦国武神ムサシ見参！)                        | 7 grudnia 2011       | 15 lipca 2019     |
| 32  | 32 | Podmuch rewolucji Kakumei no kiseki! (革命の軌跡！)                                                                | 14 grudnia 2011      | 16 lipca 2019     |
| 33  | 33 | Tajemniczy wróg! Akademia iluzji. Nazo no teki! Gen'ei gakuen (謎の敵！幻影学園！)                                 | 21 grudnia 2011      | 17 lipca 2019     |
| 34  | 34 | Znikająca piłka! Bōei fukanou! Maboroshi Syotto! (防御不可能！マボロシショット！！)                                | 4 stycznia 2012      | 18 lipca 2019     |
| 35  | 35 | Koszmar na jawie! Szokujące przekazanie Pałeczki. Shōgeki no Saihai! kīpā no Kōtai (衝撃の采配！キーパー交代！！)  | 11 stycznia 2012     | 19 lipca 2019     |
| 36  | 36 | Nieuniknione spotkanie Unmei no saikai (運命の再会)                                                                | 18 stycznia 2012     | 22 lipca 2019     |
| 37  | 37 | Geniusz jak ze szkła Garasusaiku no tensai! (硝子細工の天才！)                                                     | 25 stycznia 2012     | 23 lipca 2019     |
| 38  | 38 | Wyzwolony Duch Słońca Tokihanatareru Taiyō no Kenshin! (解き放たれる太陽の化身！)                                  | 1 lutego 2012        | 24 lipca 2019     |
| 39  | 39 | Arion kontra Sol Tenma VS taiyō! (天馬VS太陽！！)                                                                  | 8 lutego 2012        | 25 lipca 2019     |
| 40  | 40 | Arion - nowy kapitan! Shin kyaputen! Matsukaze Tenma! (新キャプテン！松風天馬！)                                   | 15 lutego 2012       | 26 lipca 2019     |
| 41  | 41 | Pojedynek na stadionie Zenitu Kessen! Amanomikadosutajiamu! (決戦！アマノミカドスタジアム！)                       | 22 lutego 2012       | 29 lipca 2019     |
| 42  | 42 | Smocze ogniwo! Wróg ostateczny Shutsugen, saikyō no teki! Doragon no rinku! (出現、最強の敵！ドラゴンリンク！)     | 29 lutego 2012       | 30 lipca 2019     |
| 43  | 43 | Ostateczna święta wojna Sōzetsu! Saigo no seisen! (壮絶！最後の聖戦！！)                                           | 7 marca 2012         | 31 lipca 2019     |
| 44  | 44 | Prawdziwie, niebiańska piłka Ten made todoke! Min'na no sakkā! (天まで届け！みんなのサッカー！)                    | 14 marca 2012        | 01 sierpnia 2019  |
| 45  | 45 | Z piłką w przyszłość Mirai he no pasu (未来へのパス))                                                              | 21 marca 2012        | 02 sierpnia 2019  |
| 46  | 46 | Raimon w Telewizji Terebikyoku ga kita! (テレビ局が来た！)                                                         | 04 kwietnia 2012     | 05 sierpnia 2019  |
| 47  | 47 | Historia klubu raimon Kore ga raimonchū sakkābuda! (これが雷門中サッカー部だ！)                                    | 11 kwietnia 2012     | 06 sierpnia 2019  |

| N/o | #  | Tytuł                                                                                            | Premiera w Japonii | Premiera w Polsce |
| --- | -- | ------------------------------------------------------------------------------------------------ | ------------------ | ----------------- |
| 48  | 1  | Dokąd zmierzasz piłko? Sakkā ga nakunatte imasu! (サッカーがなくなっています！)                  | 18 kwietnia 2012   | 07 sierpnia 2019  |
| 49  | 2  | Podróże w czasie Ariona Jikan o koete tenba! (時間を超えて天馬！)                                | 25 kwietnia 2012   | 08 sierpnia 2019  |
| 50  | 3  | Powstań, drużyno Raimon! Ribaibu! Kaminarimon (リバイブ！雷門)                                   | 02 maja 2012       | 09 sierpnia 2019  |
| 51  | 4  | Ostatnia piłka Saigo no sakkā (最後のサッカー)                                                   | 09 maja 2012       | 12 sierpnia 2019  |
| 52  | 5  | Tragedia! Zakaz gry w piłkę Rōbai! Sakkā Kinshirei (狼狽！サッカー禁止令)                        | 23 maja 2012       | 13 sierpnia 2019  |
| 53  | 6  | Groźny protokół - Omega 2.0 Hageshī! Purotokoruomega 2. 0 (激しい！プロトコルオメガ2.0)          | 30 maja 2012       | 14 sierpnia 2019  |
| 54  | 7  | Trening na stadionie Sanktuarium Kami eden de no torēningu! (神エデンでのトレーニング！)         | 6 czerwca 2012     | 15 sierpnia 2019  |
| 55  | 8  | Rozgrzewka! Pancerne duchy Hītoappu! Keshin busō! (ヒートアップ！化身武装！)                     | 13 czerwca 2012    | 16 sierpnia 2019  |
| 56  | 9  | Zdobyć nauki mistrza Hasha no seiten o te ni irero! (覇者の聖典を手に入れろ！)                   | 20 czerwca 2012    | 19 sierpnia 2019  |
| 57  | 10 | Zdumiewające spotkanie z mistrzem Shougeki no Saikai! Endou Daisuke!! (衝撃の再会！円堂大介！！) | 27 czerwca 2012    | 20 sierpnia 2019  |
| 58  | 11 | Cel - drużyna ostateczna! Sagashi dase! Jikuu Saikyou Irebun?! (探し出せ！時空最強イレブン！？)  | 4 lipca 2012       | 21 sierpnia 2019  |
| 59  | 12 | W mieście Nobunagi Kitazo! Nobunaga no Machi!! (来たぞ！信長の町！！)                            | 11 lipca 2012      | 22 sierpnia 2019  |
| 60  | 13 | Bitwa z Bandą Białego Jelenia Dairansen! Shiroshikagumi! (大乱戦！白鹿組！！)                    | 18 lipca 2012      | 23 sierpnia 2019  |
| 61  | 14 | Operacja - infiltracja. Trupa taneczna Sennyuu! Odoriko Daisakusen!! (潜入！ 踊り子大作戦！！)   | 25 lipca 2012      | 26 sierpnia 2019  |
| 62  | 15 | Trening w prowincji Owari Owari no kuni no daitokkun! (尾張の国の大特訓！)                       | 01 sierpnia 2012   | 27 sierpnia 2019  |
| 63  | 16 | Ostateczne starcie w święto głupców Utsukematsuri no kessen (うつけ祭りの決戦！)                 | 15 sierpnia 2012   | 28 sierpnia 2019  |
| 64  | 17 | Marzenie o władzy Yume no Tenga (夢の天下)                                                       | 22 sierpnia 2012   | 29 sierpnia 2019  |
| 65  | 18 | Wszyscy wrócili! Minna ga kaettekita! (みんなが帰ってきた!)                                      | 29 sierpnia 2012   | 30 sierpnia 2019  |